# Gülten Taranç
Gülten Taranç, née le 3 juin 1990 à Izmir (Turquie), est un réalisatrice, scénariste et compositrice turque.

## Biographie
Gülten Taranç naît en 1990 à Izmir. Elle est récompensée en octobre 2016 pour son film Yağmurlarda Yıkansam qui remporte l'Orange d'or du meilleur film au Festival international du film d'Antalya.

## Filmographie
- 2016 : Yağmurlarda Yıkansam